# Blood God
Blood God ist eine deutsche Hard-Rock-Band aus Stuttgart.

## Geschichte
Kopf der Band Blood God und deren einziges Mitglied ist der Sänger und Gitarrist Thomas Gurrath, der vor allem durch seine Band Debauchery bekannt wurde.
Ursprünglich lebte Gurrath seine Vorliebe für Hard Rock mittels der Band Big Ball aus, die 2010 das Album Hotter Than Hell bei AFM Records veröffentlichte und auch Konzerte im Vorprogramm von Doro und Saxon spielte. Zwei Jahre später folgte ein Neustart unter dem Namen Blood God und mit dem Album No Brain. But Balls!, das bei Al!ve erschien.
Mit Blood Is My Trademark, abermals zwei Jahre später im Jahr 2014 erschienen, zeichnete mit Massacre Records Gurraths Stammlabel verantwortlich. German Warmachine war dann 2015 eine Mitveröffentlichung (CD 3) auf dem Debauchery-Album F*ck Humanity.
Mitte Juli 2016 erschien das Album Thunderbeast als Split-Release mit Gurraths Hauptband Debauchery und erreichte Platz 49 in den Charts. Die beiden CDs enthielten jeweils 14 musikalisch identische Stücke in unterschiedlicher Reihenfolge, die sich durch Gurraths Gesang („Debauchery Monster Voice“ bzw. „Blood God Demon Screeching“) unterschieden. Das Album wurde zusammen mit Dennis Ward aufgenommen  und in einer limitierten Auflage gab es außerdem die EP Kill Mister mit einem Tribut an Motörhead als dritte CD.
Anfang Februar 2021 wurde bekannt, dass Metal to the Bone, das fünfte Album unter dem Banner Blood God, im Mai als Teil des Debauchery-Albums Monster Metal erscheinen wird. Der Anteil von Blood God umfasst dabei 7 von 22 Stücken, der Song „Debauchery Blood God“ wurde im Vorfeld als Video auf YouTube veröffentlicht.

## Stil
In seiner Besprechung des 2012er-Albums No Brain. But Balls! schrieb der Rezensent von Metal.de, dass die Stücke durch die „Essenz des knackigen, Blues- und Boogie-infiltrierten Hardrocks zu bestechen“ wüssten.
Beim Metal Hammer hieß es, man höre „Vierviertel-Hard Rock mit viel Angus & Malcolm und ein bisschen Accept, immer gerade auf die Zwölf“. Ähnlich formulierte es Lisa Stegner vom Rock Hard zum selben Album, die den Stil als „Rock´n´Roll à la Bon Scott und Angry Anderson“ beschrieb. Bei dem 2014er-Werk erkannte ihre Redaktionskollegin Alexandra Michels im Heavy Rock der Band Inspirationen „von Dinosauriern wie Maiden, AC/DC und Accept“. Die Lieder auf dem Nachfolgealbum Thunderbeast (2016) beschrieb Marcus Italiani von Metalnews als „Ansammlung stampfender Blues-Hardrock-Riffs“.

## Diskografie
- 2010: Hotter Than Hell (als Big Ball, AFM Records)
- 2012: No Brain. But Balls! (Al!ve)
- 2014: Blood Is My Trademark (Massacre Records)
- 2015: German Warmachine (CD 3 auf dem Debauchery-Album F*ck Humanity, Massacre Records)
- 2016: Thunderbeast (Split-Album mit Debauchery, Massacre Records)[13]
- 2017: Rock'n'Roll Warmachine (Kompilation, Massacre Records)
- 2021: Metal to the Bone (CD 3 auf dem Debauchery-Album Monster Metal, Massacre Records)
- 2022: Demons of Rock ’n’ Roll (Massacre Records)
- 2023: Respawned In Heavy Metal (CD 1 auf dem Blutgott-Album Respawned In Heavy Metal, Massacre Records)